# МКС-21
МКС-21 — двадцать первый долговременный экипаж Международной космической станции, состоит из шести человек. Экспедиция началась 2 октября 2009 года, 8:35 UTC в момент стыковки корабля Союз ТМА-16. Закончилась экспедиция 1 декабря 2009 года, 03:56 UTC в момент отстыковки корабля Союз ТМА-15. В период со 2 по 11 октября 2009 года впервые к МКС оказались пристыкованы сразу три корабля «Союз»: Союз ТМА-14, Союз ТМА-15 и Союз ТМА-16; в этот период на станции одновременно работали экспедиции МКС-20 и МКС-21. В экипаж МКС-21 вошли шесть человек, впервые командиром экипажа стал астронавт ЕКА. 25 ноября 2009 года, 09:53 UTC экипаж МКС-21 сократился до пяти человек в связи с возвращением Николь Стотт на шаттле STS-129.

## Экипаж
| Должность     | 2 октября — 25 ноября 2009 года | 25 ноября — 1 декабря 2009 | № полёта | Корабль доставки |
| ------------- | ------------------------------- | -------------------------- | -------- | ---------------- |
| Командир      | Франк Де Винне, ЕКА             | Франк Де Винне, ЕКА        | 2        | Союз ТМА-15      |
| Бортинженер 1 | Роман Романенко, РКА            | Роман Романенко, РКА       | 1        | Союз ТМА-15      |
| Бортинженер 2 | Роберт Тёрск, ККА               | Роберт Тёрск, ККА          | 2        | Союз ТМА-15      |
| Бортинженер 3 | Джеффри Уильямс, НАСА           | Джеффри Уильямс, НАСА      | 3        | Союз ТМА-16      |
| Бортинженер 4 | Максим Сураев, РКА              | Максим Сураев, РКА         | 1        | Союз ТМА-16      |
| Бортинженер 5 | Николь Стотт, НАСА              |                            | 1        | STS-128          |

## Экспедиции посещения
- Экспедиция посещения ЭП-17 в составе космического туриста  Ги Лалиберте. Старт 30 сентября 2009 года и стыковка 2 октября 2009 года на корабле  Союз ТМА-16 вместе с двумя членами экипажа МКС-21 (Джеффри Уильямс и Максим Сураев). Отстыковка и возвращение на землю 11 октября 2009 года на корабле  Союз ТМА-14 вместе с двумя членами экипажа МКС-20 (Геннадий Падалка и Майкл Барратт).
- STS-129 «Атлантис», старт 16 ноября 2009 года, стыковка 18 ноября 2009 года, расстыковка 25 ноября 2009 года, посадка 27 ноября 2009 года. Дооснащение станции и доставка грузов. Возвращение одного члена экипажа МКС-21 — Николь Стотт. Экипаж шаттла выполнил три выхода в открытый космос из модуля Квест.

## Принятые грузовые корабли
- «Прогресс М-03М», старт 15 октября 2009 года, стыковка 18 октября 2009 года.
- «Прогресс М-МИМ2», старт 10 ноября 2009 года, стыковка 12 ноября 2009 года. Доставка на МКС российского малого исследовательского модуля МИМ2 «Поиск» и грузов в нём. Расстыковка приборно-агрегатного отсека корабля от МИМ2 «Поиск» 08 декабря 2009 года.